# ترتيب مطلق

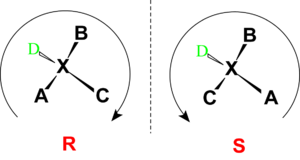

الترتيب المطلق هو الترتيب الفضائي لذرات مركبات الكيان الجزئي اليدولني (الكيرالي) ولوصف الكمياء الفراغية الخاصة بها مثل (R) و (S) القادمين من الكلمتين Rectus و Sinister على الترتيب.
الترتيب المطلق لمركبات غير متناظرة يحصل عليه بالعادة من خلال دراسة البلورات بالأشعة السينية. جميع المركبات النقية الجزئية الغير متناظرة تتبلور بواحة من ال 65 زمرة فراغية. 
طرق أخرى تشمل تبعثر الدوران الضوئيو ازدواج اللون الدائري المتذبذبو كاشف التحول الغير متناظر في عملية النووي للبروتون وفي تصوير انفجار كولوم.
عند الحصول على الترتيب المطلق، تعين R و S يعمع على قاعدة أولويات خان-انجولد-بريلوج.
يمكن استعمال التلاتيب المطلق لعمليات التبلور.
إلى حد عام 1951 لم يكن من المستطاع الحصول على التراتيب المطلقة لمركبات غير متناظرة. تم القرار في وقت ما أن + غليسرالدهيد هو المقابل الضوئي R. التكوين للمركبات الغير متناظرة كانت تربط بذاك الخاص إلى + غليسرالدهيد عن طريق ساسلة من التفاعلات الكميائية. على سبيل المثال أكسدة + غليسرالدهيد مع (1) أكسيد الزئبق ليعطي - حمض الغليرسريك (2) تفاعل لا يؤثر على المركز الفراغي. إذا الترتيب المطلق الخاص ب - حمض الغليسريك يجب أن يكون مماثلا إال ذاك الخاص ب + غليسرالدهيد. تأكسد حمض النتريك إلى + أيزوسيرين (3) يعطي - حمض الغليسريك، مستنتجا بأن +أيزوسيرين أيضا يملك نفس الترتيب المطلق. يمكن تحويل + أيزوسيرين عن طريق البرمنة أو أكسدة الزينك حتى يعطي - حمض اللاكتيك. إذا حمض اللاكتيك له نفس الترتيب المطلق. إذا أعطى التفاعل مقابل ضوئي بترتيب معروف، كما تم توقعه من الإشارة المعاكية للدوران البصري. هذا يدل على أن الترتيب المطلق معكوس.

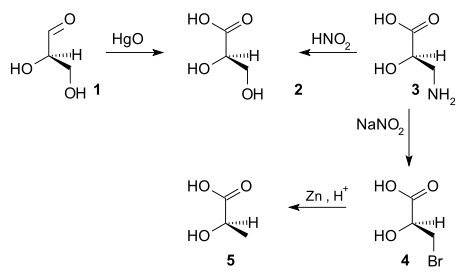

في عام 1951, التعمل جوناس مارتين بيجوفت لأول مرة في علم بلورات الأشعة السينية تأثير التشت الشاذ، وهو عبارة عن التشتت الرنيني لتحديد التلاتيب المطلق. المركب الذي تم دراسته كان + طرطرات روبيد الصوديوم. ومن الترتيب R,R تم الاستنتاج أن الخيار الأصلي ل+ غليسرالدهيد هو صحيح.

## الترتيب المطلق: نظام R و S

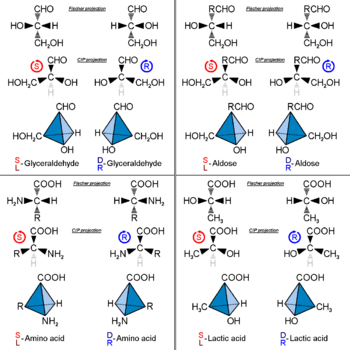

نظام ال R و S هو نظام تسمية مهم لدلالة المقابلات الضوئية. تسرد هذه الطريقة كل مركز وفقا إلى نظام يحدد فيه كل من بدائله أولوية وفقا إلى قواعد أولوية خان-انجولد-بريلوج اعتمادا على العدد الذري. إذا كان المركز موجها بحيث يتم الإشارة إلى الأول أولوية من الأربعة بعيدا عن الناظر، سوف يرى الناظر أحد الخيارين: إذا كانت الأولوية لباقي البدائل الثلاثة تقل في إتجاه عقارب الساعة سوف تكون R، إذا كانت تقل عكس عقارب الساعة فتكون S.

R و S تكنب بالأحرف الكبيرة وبشكل مائل، إذا كان هناك الكثير من الكربونات الكيرالية على سبيل المثال 1R و 4S، عددها يحدد موقع الكربون الذي يسبق كل تهيئة.
نظام ال R و S ليس له علاقة ثابتة مع نظام ال D و L. مثلا السلسلة الجانبية لسيرين تحتوي علو مجموعه هيدروكسيل، إذا تم تبديلها بمجمعة ثيول، نظام ال D و L لن يتأثر بالاستبدال. لكن الاستبدال سوف يعكس تسمية R و S لأن أولوية خان-انجولد-بريلوج الخاصة ب CH2OH أقل من CO2H، لكن أولوية خان-انجولد-بريلوج الخاصة ب CH2SH أكثر من CO2H. ولهذا السبب يبقى نظام ال D و L في بعض المواقع من الكمياء الحيوية مثل الحموض الأمينية وكمياء الكاربوهيدرات لأنه من الملائم أن يكون لديك نفس المركب الغير متناظرللهياكل الشائعة عادة لنوع معين من التراكيب في الكائنات الحية العليا. في نظام ال D و L جميعهم تقريبا على ثبات. الحموض الأمينية التي تصنع نفسها هي L، أما الكاربوهيدرات التي تصنع تفسها هي D. وفي نظام ال R و S جميعها تقريبا S مع وجود بعض الحالات الخاصة.

## التدوير النظري: + و - أو d و l
يمكن تسمية المقابل الضوئي على حسب الاتجاه الذي يدور فيه مستوى الضوء المتقطب. إذا التفت مع عقارب الساعة فالمقابل الضوئي يعين ب +. صورة المرآة له تكون -، النظائر ال+ وال- تم تعيينها d و l على الترتيب، التسمية في هذه الطريقة من السهل الخلط بيتها وبين D و L ولهذا لا يشجع استعمالها من IUPAC.

## الترتيب النسبي: D و L
يمكن تسمية نظير بصري عن طريق الترتيب المكاني للذرات نظام D و L يقوم بذلك عن طريق ربط المركب إلى جليسرالدهيد. الجليسرالدهيد غير متناظر وكلا نظائره ثم ترميزهم ب D و L . يمكن التلاعب الكيميائي على الجليسرالدهيد بدون التأثير على ترتيبه، واستعماله التاريخي لهذا السبب ادى إلى استعماله في التسمية. في هذا النطام يتم تسمية المركبات عن طريق التشابه الجزئي إلى الجليسرالدهيد الذي بشكل عام ينتج تسميات لا غموض فيها لكن هو الأسهل لرؤية المركبات الحيوية الصغيرة الشبيهة ل «جليسرالدهيد» مثال على هذا هو الـحمض أميني الغير متناظر النين الذي لديه نظيرين بصريين وتم تسميتهم تبعا إلى أي نظير جليسرالدهيد تأتي منها. لكن جليسين - الحمض الاميني المشتق من جليسرالدهيد - لا يملك نشاط نظري فهو متناظر. 
. تسمية ال D و L لا تتعلق بـ + و - هو لا يشير إلى أي مقابل ضوئي أيمن وأيسر التدوير بل يشير إلى الكمياء الفراغية للمركب نسبه إلى المقابل الضوئي الأيمن أو الايسر للجليسرلدهيد. النظير الايسر للجليسرالدهيد هو النظير D, تسعة من التسعة عشر حمض أميني L التي يمكن العثور عليها في البروتين تعتبر من مجموعة أيسر التدوير، و D-فركتوز أيضا يطلق عليه ليفلوز من كلمة (levorotatory) (أيسر التدوير) القاعدة الاساسية لتحديد الصيغة النظيرية ال D و L لحمض اميني هي قاعدة (Corn), المجموعات: 
(R هي السلسلة الجانبية) COOH, R, NH2 and H
يتم ترتيبها حول ذرة الكربون المركزية الغير متناظرة. في حال وجود الهيدروجين بعيدا عن الناظر إذا كان الترتيب لمجموعات (CO→R→N) حول ذرة الكربون عكس عقارب الساعة فتكون بالشكل L إذا كان مع عقارب الساعة فتكون على الشكل D . إذا كان ترتيب المركب نفسه مختلف على سبيل المثال H باتجاه الناظر سيكون النمط معكوس. الشكل L يوجد في البروتينات الطبيعية إلى معظم الحموض الامينية ال L تتوافق مع ال S في الكيمياء المجسمة المطلقة.